# Série double
Une série double est une série dont les indices varient dans un produit cartésien de deux ensembles infinis, par exemple l'ensemble ℕ2 des couples d'entiers naturels.
Une série double à termes complexes peut faire l'objet d'une interversion des signes sommes si elle est absolument convergente, ce qui est un analogue discret des théorèmes de Fubini.